# Axel Høeg-Hansen
Axel Johannes Høeg-Hansen, född 27 juni 1877, död 30 augusti 1947, var en dansk arkitekt.
Axel Høeg-Hansen bedrev 1908–1938 privatverksamhet i Aarhus, där han uppförde Stadion i egypticerande klassicism 1918, sjukhuset, och en mängd andra offentliga och enskilda byggnader.

## Utmärkelser
- Riddare av Dannebrogorden,  1924[2]
- Dannebrogsmännens hederstecken,  1935[2]

[Redigera Wikidata]